# Sándor Kleckner
Sándor Károly Lajos Kleckner (* 9. September 1885 in Budapest; † 27. Januar 1963 in Pécs) war ein ungarischer Ruderer, Sportschütze und Fechter.

## Sport
Sándor Kleckner wurde 1909 ungarischer Meister im Sportschießen. Als Ruderer gehörte er dem Pannónia Evezős Egylet an. Bei den Olympischen Sommerspielen 1908 war er Teil der ungarischen Crew, die in der Achter-Regatta antrat. Später kehrte er zum Fechtsport zurück und war für Ferencváros Budapest aktiv.

## Familie
Sein Schwager Sándor Hautzinger und sein Sohn Sándor von Korompay waren ebenfalls Ruderer des Pannónia Evezős Egylet.